# Elecciones municipales de 2015 en Badalona
Las elecciones municipales de 2015 se celebraron en Badalona el domingo 24 de mayo, de acuerdo con el Real Decreto de convocatoria de elecciones locales en España dispuesto el 30 de marzo de 2015 y publicado en el Boletín Oficial del Estado el día 31 de marzo. Se eligieron los 27 concejales del pleno del Ayuntamiento de Badalona, a través de un sistema proporcional (método d'Hondt), con listas cerradas y un umbral electoral del 5 %.

## Resultados
Más de la mitad de las listas (7 de 11) obtuvieron un resultado por encima del umbral del 5 % sobre el total de votos válidos necesario para entrar al reparto de escaños): la candidatura del Partido Popular, Guanyem Badalona en Comú, la coalición Partido de los Socialistas de Cataluña-Candidatura de Progreso, la coalición Esquerra Republicana de Catalunya-Avancem-Moviment de Esquerres-Acord Municipal, Convergència i Unió, la coalición Iniciativa per Catalunya Verds-Esquerra Unida i Alternativa-És Possible-Entesa y la candidatura de Ciudadanos-Partido de la Ciudadanía. Estaban lideradas respectivamente por Xavier García Albiol, Maria Dolors Sabater i Puig, Jordi Serra Isern, Oriol Lladó i Esteller, Ferran Falcó Isern, Àlex Mañas Ballesté yd Juan Miguel López González.
La candidatura del Partido Popular (PP) se mantuvo como la más votada en 30 de los 34 barrios del municipio (respecto, al resto Convergència i Unió fue la más votada en dos de los cuatro restantes, y ERC-Avancem-MES-AM en los otros dos). El PP incrementó su número bruto de votos respecto a los anteriores comicios, pero con un aumento mayor en proporción de la participación, la candidatura obtuvo un escaño menos que en las elecciones de 2011. El PSC sufrió el mayor desgaste electoral en términos de pérdida de concejale en relación con las elecciones de 2011. Conforme a los resultados, la posibilidad de formación de un gobierno alternativo de izquierda quedaba abierta, dado que las fuerzas de izquierdas (que sumaban 14 de 27 escaños) se mostraban dispuestas a negociar un acuerdo para sacar al PP del gobierno local.
Los resultados completos se detallan a continuación:
| Candidatura                                              | Candidatura                                                                                          | Votes   | %                               | Seats                           |
| -------------------------------------------------------- | --- | ------- | ------------------------------- | ------------------------------- |
|                                                          | Partido Popular (PP)                                                                                 | 30 559  | 34,21                           | 10                              |
|                                                          | Guanyem Badalona en Comú (Badalona en Comú-PA)                                                       | 15 645  | 17,51                           | 5                               |
|                                                          | Partit dels Socialistes de Catalunya-Candidatura de Progrés (PSC-CP)                                 | 12 590  | 14,09                           | 4                               |
|                                                          | Esquerra Republicana de Catalunya-Avancem-Moviment de Esquerres-Acord Municipal (ERC-Avancem-MES-AM) | 9812    | 10,98                           | 3                               |
|                                                          | Convergència i Unió (CiU)                                                                            | 7097    | 7,94                            | 2                               |
|                                                          | Iniciativa per Catalunya Verds-Esquerra Unida i Alternativa-És Possible-Entesa (ICV-EUA-EP-E)        | 5971    | 6,68                            | 2                               |
|                                                          | Ciudadanos-Partido de la Ciudadanía (Cs)                                                             | 5000    | 5,60                            | 1                               |
| Fem Badalona, Partit Municipal per Badalona (FEM B, PMB) | Fem Badalona, Partit Municipal per Badalona (FEM B, PMB)                                             | 460     | 0,51                            | 0                               |
| Renovación Democrática Ciudadana (RED)                   | Renovación Democrática Ciudadana (RED)                                                               | 402     | 0,45                            | 0                               |
| Lloc Espai Independent (LLEI)                            | Lloc Espai Independent (LLEI)                                                                        | 328     | 0,37                            | 0                               |
| Unión Progreso y Democracia (UPyD)                       | Unión Progreso y Democracia (UPyD)                                                                   | 277     | 0,31                            | 0                               |
| Votos en blanco                                          | Votos en blanco                                                                                      | 1198    | 1,34                            | n/a                             |
| Votos válidos                                            | Votos válidos                                                                                        | 89 353  | 100,00                          | 27                              |
| Votos nulos                                              | Votos nulos                                                                                          | 499     | Participación: \| \| 57,33 % \| | Participación: \| \| 57,33 % \| |
| Votantes                                                 | Votantes                                                                                             | 89 851  | Participación: \| \| 57,33 % \| | Participación: \| \| 57,33 % \| |
| Electores                                                | Electores                                                                                            | 156 189 | Participación: \| \| 57,33 % \| | Participación: \| \| 57,33 % \| |
|                                                          | 57,33 %                                                                                              |         |                                 |                                 |

## Concejales electos
Relación de concejales electos:
| N.º | Nombre                                | Lista | Lista               |
| --- | ------------------------------------- | ----- | ------------------- |
| 1   | Xavier García Albiol                  |       | PP                  |
| 2   | Maria Dolors Sabater i Puig           |       | Badalona en Comú-PA |
| 3   | Ramón Riera Macia                     |       | PP                  |
| 4   | Jordi Serra Isern                     |       | PSC-CP              |
| 5   | María Jesús Hervás Mínguez            |       | PP                  |
| 6   | Oriol Lladó i Esteller                |       | ERC                 |
| 7   | José Antonio Téllez i Oliva           |       | Badalona en Comú-PA |
| 8   | Sònia Egea Pérez                      |       | PP                  |
| 9   | Ferran Falcó Isern                    |       | CiU                 |
| 10  | Àlex Pastor López                     |       | PSC-CP              |
| 11  | Miguel Jurado Tejada                  |       | PP                  |
| 12  | Àlex Mañas Ballesté                   |       | ICV-EUA-EP-E        |
| 13  | Eulàlia Sabater i Díaz                |       | Badalona en Comú-PA |
| 14  | Juan Fernández Benítez                |       | PP                  |
| 15  | Juan Miguel López González            |       | Cs                  |
| 16  | Francesc Ribot i Cuenca               |       | ERC                 |
| 17  | Rosa Bertrán i Bartomeu               |       | PP                  |
| 18  | Conxita Botey Teruel                  |       | PSC-CP              |
| 19  | Javier López Cegarra                  |       | Badalona en Comú-PA |
| 20  | Daniel Gracia Álvarez                 |       | PP                  |
| 21  | Jordi Subirana Ortells                |       | CiU                 |
| 22  | Joan Walter Fibla                     |       | PP                  |
| 23  | Agnès Rotger i Dunyó                  |       | ERC                 |
| 24  | Rubén Guijarro Palma                  |       | PSC-CP              |
| 25  | Fàtima Taleb Moussaoui                |       | Badalona en Comú-PA |
| 26  | Cristina Agüera Gago                  |       | PP                  |
| 27  | María de los Ángeles Gallardo Borrega |       | ICV-EUA-EP-E        |

## Acontecimientos posteriores
Investidura del alcalde

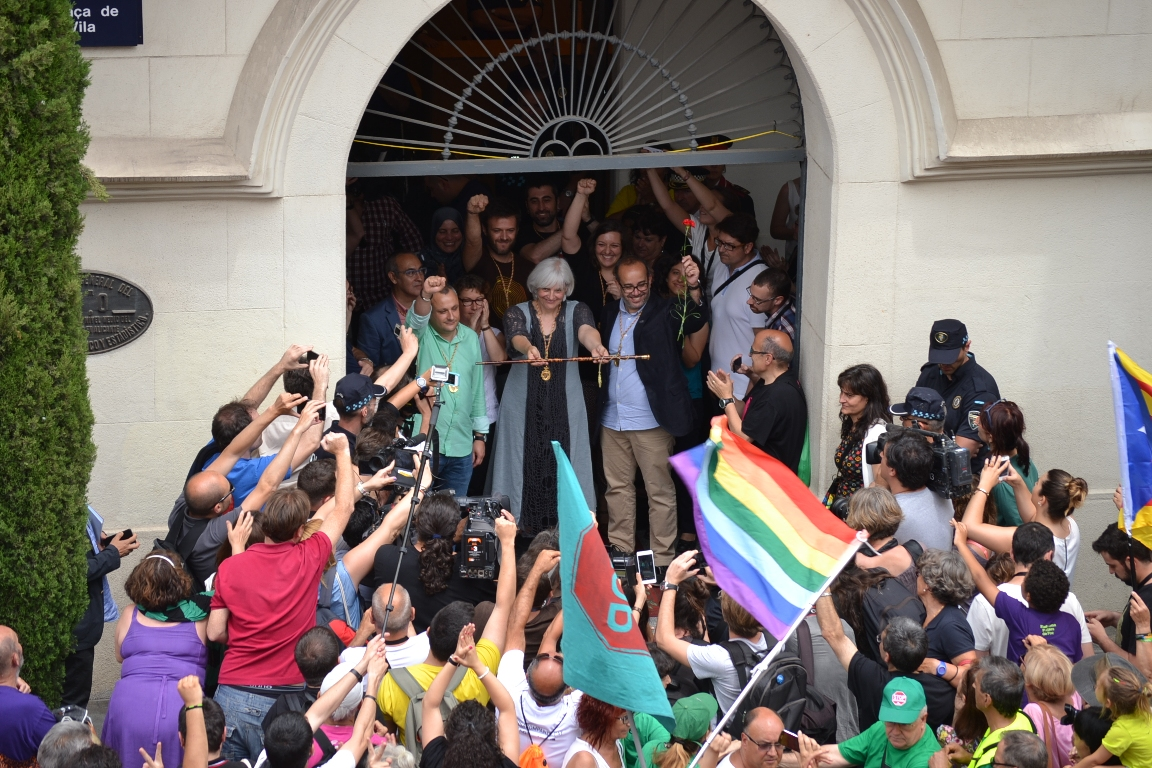
Dolors Sabater el día 13 de junio tras la investidura, con el bastón de mando.

Durante la sesión de constitución de la nueva corporación celebrada el 13 de junio de 2015, Dolors Sabater, la cabeza de lista de la candidatura de Guanyem Badalona en Comú, fue investida alcaldesa, al recibir una mayoría absoluta de votos de los concejales del pleno (15 de 27); Xavier García Albiol (candidato del PP y alcalde saliente) recibió 10 votos, y Juan Manuel López (candidato de Cs) recibió 1; hubo 1 voto en blanco, emitido por un concejal de Unió Democràtica de Catalunya perteneciente al grupo de CiU. El fragmentado pleno votó mayoritariamente por Sabater poniendo un cordón sanitario alrededor del alcalde saliente, García Albiol, que había sido acusado de haber hecho campaña con reclamos racistas.
En junio de 2018, después de efectuar consultas internas, el grupo municipal de PSC archivó una moción de censura contra la alcaldesa, defendiendo que Sabater había violado repetidamente la neutralidad institucional. Dado que el voto recibió el apoyo del grupo del PP (que consideró esta alternativa como el "mal menor") así como el de los concejales de PSC, Álex Pastor se convirtió en el nuevo alcalde.